# Sisyrnodytes apicalis
Sisyrnodytes apicalis är en tvåvingeart som beskrevs av H. Oldroyd 1957. Sisyrnodytes apicalis ingår i släktet Sisyrnodytes och familjen rovflugor. Inga underarter finns listade i Catalogue of Life.